# Nærbillede
|  | Denne artikel er oprettet af botten PalnaBot ud fra en ekstern database. Den kan derfor have sproglige fejl eller mangler. Denne skabelon kan fjernes efter kontrol af indholdet. |

Nærbillede er en eksperimentalfilm instrueret af Knud Vesterskov, Frank Hedegaard efter manuskript af Frank Hedegaard.

## Handling
En video der i sin poetiske form med manipulerede sort/hvide stills bringer tilskueren ind i den monotone verden, som er fangers liv. Tætte grafiske billeder der afdækker fængselslivets mange sider.